# Lijst van bestuurders van Feyenoord

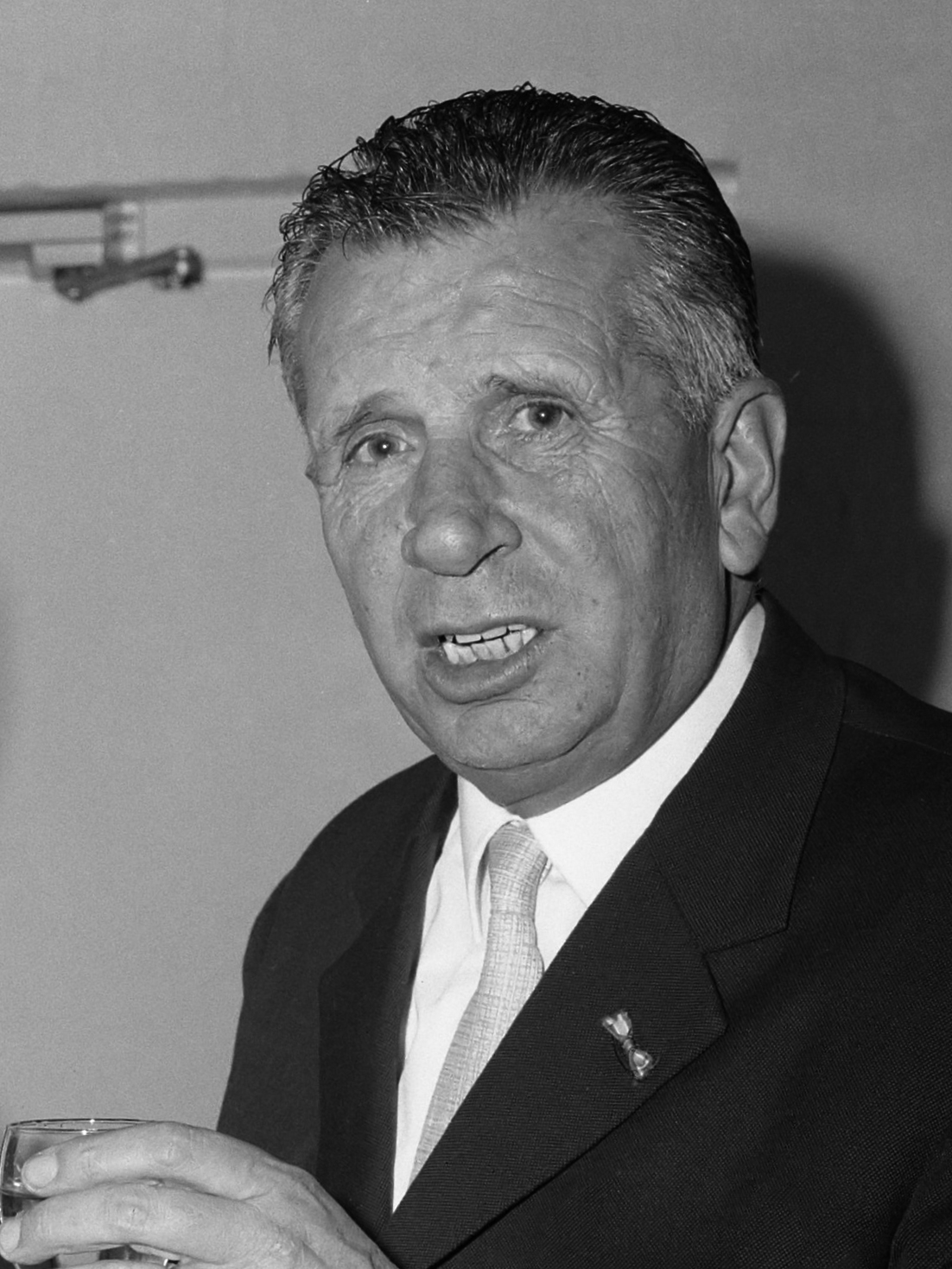
Oud-voorzitter Cor Kieboom in 1966.

Deze lijst omvat de bestuurders die leiding geven of hebben gegeven aan de Nederlandse voetbalclub Feyenoord van het oprichtingsjaar 1908 tot op heden.

## Voorzitters
Feyenoord heeft sinds de oprichting verschillende voorzitters gehad, waarvan een enkeling twee termijnen diende. Sinds de overgang van de stichtingsvorm naar een naamloze vennootschap in 2004 heeft Feyenoord geen voorzitter meer.
| Periode   | N.                 | Voornaam      | Achternaam    | Opmerking(en)          |
| --------- | ------------------ | ------------- | ------------- | ---------------------- |
| 1908–1911 | Vlag van Nederland | Gerardus Dirk | van Leerdam   | Eerste voorzitter ooit |
| 1911–1918 | Vlag van Nederland | Leen          | van Zandvliet |                        |
| 1918–1920 | Vlag van Nederland | Jan           | van Bennekum  |                        |
| 1920–1925 | Vlag van Nederland | Johan         | Weber         |                        |
| 1925–1939 | Vlag van Nederland | Leen          | van Zandvliet | Tweede termijn         |
| 1939–1967 | Vlag van Nederland | Cor           | Kieboom       |                        |
| 1967–1973 | Vlag van Nederland | Guus          | Couwenberg    |                        |
| 1973–1978 | Vlag van Nederland | Leo           | van Zandvliet |                        |
| 1979–1982 | Vlag van Nederland | Guus          | Couwenberg    | Tweede termijn         |
| 1982–1989 | Vlag van Nederland | Gerard        | Kerkum        |                        |
| 1989–1990 | Vlag van Nederland | Carlo         | de Swart      |                        |
| 1990–1992 | Vlag van Nederland | Amandus       | Lundqvist     |                        |
| 1992–2004 | Vlag van Nederland | Jorien        | van den Herik |                        |

## Raden
Sinds Feyenoord in 2004 een naamloze vennootschap is geworden bestaat het clubbestuur uit een Raad van Commissarissen (RvC) en een Raad van Bestuur (RvB). De RvC wordt geleid door een president-commissaris terwijl de algemeen directeur aan het hoofd staat van de RvB.
| Periode               | N.                    | Voornaam              | Achternaam            | Opmerking(en)         |
| President-Commissaris | President-Commissaris | President-Commissaris | President-Commissaris | President-Commissaris |
| --------------------- | --------------------- | --------------------- | --------------------- | --------------------- |
| 2004–2006             | Vlag van Nederland    | Jorien                | van den Herik         |                       |
| 2006–2007             | Vlag van Nederland    | Gerard                | Kerkum                |                       |
| 2007–2015             | Vlag van Nederland    | Dick                  | van Well              |                       |
| 2015–2018             | Vlag van Nederland    | Gerard                | Hoetmer               |                       |
| 2018–0000             | Vlag van Nederland    | Toon                  | van Bodegom           |                       |

| Periode            | N.                 | Voornaam           | Achternaam         | Opmerking(en)      |
| Algemeen directeur | Algemeen directeur | Algemeen directeur | Algemeen directeur | Algemeen directeur |
| ------------------ | ------------------ | ------------------ | ------------------ | ------------------ |
| 1998–2005          | Vlag van Nederland | Jan-Willem         | van Dop            |                    |
| 2005–2007          | Geen               | Geen               | Geen               | Geen               |
| 2007–2017          | Vlag van Nederland | Eric               | Gudde              |                    |
| 2017–2019          | Vlag van Nederland | Jan                | de Jong            |                    |
| 2019–2021          | Vlag van Nederland | Mark               | Koevermans         |                    |
| 2021–0000          | Vlag van Nederland | Dennis             | te Kloese          |                    |

| Periode             | N.                  | Voornaam            | Achternaam          | Opmerking(en)                                        |
| Technisch directeur | Technisch directeur | Technisch directeur | Technisch directeur | Technisch directeur                                  |
| ------------------- | ------------------- | ------------------- | ------------------- | ---------------------------------------------------- |
| 1997–2004           | Vlag van Nederland  | Rob                 | Baan                |                                                      |
| 2004–2006           | Vlag van Nederland  | Mark                | Wotte               |                                                      |
| 2006–2009           | Vlag van Nederland  | Peter               | Bosz                |                                                      |
| 2009–2011           | Vlag van Nederland  | Leo                 | Beenhakker          |                                                      |
| 2011–2019           | Vlag van Nederland  | Martin              | van Geel            |                                                      |
| 2019                | Vlag van Nederland  | Sjaak               | Troost              | Interim                                              |
| 2020–2022           | Vlag van Denemarken | Frank               | Arnesen             |                                                      |
| 2022–2024           | Vlag van Nederland  | Dennis              | te Kloese           | Algemeen directeur met portefeuille technische zaken |
| 2024–0000           | Vlag van Nederland  | Mark                | Ruijl               | Technisch manager                                    |

| Periode              | N.                   | Voornaam             | Achternaam           | Opmerking(en)        |
| Financieel directeur | Financieel directeur | Financieel directeur | Financieel directeur | Financieel directeur |
| -------------------- | -------------------- | -------------------- | -------------------- | -------------------- |
| 1996–1998            | Vlag van Nederland   | Jan-Willem           | van Dop              |                      |
| 2005–2011            | Vlag van Nederland   | Onno                 | Jacobs               |                      |
| 2011–2019            | Geen                 | Geen                 | Geen                 | Geen                 |
| 2019–0000            | Vlag van Nederland   | Pieter               | Smorenburg           |                      |

| Periode               | N.                    | Voornaam              | Achternaam            | Opmerking(en)         |
| Commercieel directeur | Commercieel directeur | Commercieel directeur | Commercieel directeur | Commercieel directeur |
| --------------------- | --------------------- | --------------------- | --------------------- | --------------------- |
| 2002–2008             | Vlag van Nederland    | Chris                 | Woerts                |                       |
| 2009–2019             | Vlag van Nederland    | Mark                  | Koevermans            |                       |
| 2020–2023             | Vlag van Nederland    | Joris                 | van Dijk              |                       |
| 2023–0000             | Vlag van Nederland    | Ruud                  | van der Knaap         |                       |

## Vrouwenvoetbal
Sinds 2021 heeft Feyenoord een eigen vrouwenafdeling. Hoewel deze officieel onder de verantwoordelijkheid valt van de directie, is de dagelijkse leiding in handen van de Manager Vrouwenvoetbal.
| Periode                | N.                     | Voornaam               | Achternaam             | Opmerking(en)          |
| Manager Vrouwenvoetbal | Manager Vrouwenvoetbal | Manager Vrouwenvoetbal | Manager Vrouwenvoetbal | Manager Vrouwenvoetbal |
| ---------------------- | ---------------------- | ---------------------- | ---------------------- | ---------------------- |
| 2021–0000              | Vlag van Nederland     | Manon                  | Melis                  |                        |